# Preambulum (zespół)
Preambulum (Zespół Muzyki Dawnej Preambulum) – zespół muzyki dawnej działający przy Grodzkim Domu Kultury w Gorzowie Wielkopolskim. Został założony w listopadzie 1999 roku przez Marcjannę Wiśniewską.
Skład zespołu ulegał modyfikacjom, jednak od grudnia 2007 roku ustabilizował się i liczy 5 osób.
Zespół wykonuje muzykę epok od Średniowiecza poprzez Renesans i wczesny Barok. W swoim repertuarze posiada także utwory romantyczne oraz współczesne, inspirowane muzyką dawną.
Preambulum specjalizuje się w grze na fletach prostych – posiada kwartet drewnianych fletów niemieckiej firmy Mollenhauer-Denner. Ponadto kształci się również wokalnie – właśnie od grudnia 2007 roku wygenerował się w zespole kwartet wokalny złożony z trzech kobiet i mężczyzny. Tak więc zespół poprzez umiejętności gry i śpiewu poszerza spektrum repertuaru – instrumentalne, wokalno instrumentalne oraz czysto wokalne utwory.

## Osiągnięcia zespołu
Nagrody i wyróżnienia:
- tytuł laureata prezentacji wojewódzkich PRO-ARTE w Międzyrzeczu – 2002, 2003 i 2004 rok
- tytuł laureata na Gorzowskim Przeglądzie Amatorskiego Ruchu Artystycznego PARA w kategorii małych form muzycznych – 2002, 2003 i 2004 rok
- wyróżnienie na VII Ogólnopolskim Konkursie Polskiej Muzyki Dawnej w Radomiu – 2003 rok
- Nagroda Kulturalna Prezydenta Miasta Gorzowa „Za udany sezon artystyczny 2005/2006”
- udział w Ogólnopolskim Festiwalu Muzyki Dawnej „Schola Cantorum” w Kaliszu – 2002, 2003, w 2004 roku nagroda specjalna „za szczególnie wysoki poziom gry na instrumentach”, 2005 rok Srebrna Harfa Eola, 2006 rok Złota Harfa Eola, 2008 rok Srebrna Harfa Eola w kategorii zespołów wokalno–instrumentalnych.
- Nagroda Główna na konkursie chóralnym w Szamotułach oraz nagroda specjalna „Za najlepiej wykonany utwór Wacława z Szamotuł” w roku 2008

Należy nadmienić, że szczególnym osiągnięciem dla zespołu był udział w Festiwalu Muzyki Dawnej na Zamku Królewskim w Warszawie w roku 2006 i 2007.
Ponadto Preambulum brało udział w festiwalach zagranicznych:
- reprezentowanie Gorzowa i Polski na największej prezentacji kultury i sztuki w Europie – Festiwalu Europalia 2001

w Brukseli.
- w kwietniu 2004 roku udział w XII Międzynarodowym Festiwalu Muzyki Młodych – GAIA 2004 w Porto w Portugalii

Zespół koncertuje w Polsce, jak i za granicą. Bierze także udział w warsztatach muzycznych na terenie kraju – w Kaliszu, Trzcińsku Zdroju, Świeradowie Zdroju, Starachowicach, Bierzwniku.
W swoim dorobku posiada jedną płytę nagraną w 2006 roku – znajdują się na niej utwory wyłącznie instrumentalne. Niedługo ukaże się druga płyta zespołu – ta będzie już zawierać kompozycje zarówno instrumentalne, jak i wokalne.

## Gorzowskie Spotkania z Muzyką Dawną
Od 2005 roku Preambulum jest gospodarzem festiwalu połączonego z warsztatami muzycznymi, które organizuje Grodzki Dom Kultury.
Odbywają się one w sierpniu każdego roku. Do Gorzowa przyjeżdżają zespoły z całej Polski by kształcić się pod okiem specjalistów w dziedzinie wykonawstwa muzyki dawnej. Są to m.in. Anna Mikołajczyk-Niewiedział, Cezary Szyfman, Jacek Urbaniak, Tadeusz Czechak, Michał Straszewski, Marcin Skotnicki i inni.
Zespoły oprócz zajęć z wykładowcami koncertują w kościołach na terenie miasta.